# 统一新罗
统一新罗（韩语：／），又稱大新羅（／）、後新羅（／），是朝鲜半岛的一个朝代。公元668年，新罗联合唐朝灭亡百济和高句丽后，隨後唐在平壤设安东都护府以管辖朝鲜半岛，引发唐罗战争。经过7年断断续续战争，唐最终将安东都护府从平壤迁往辽东（今辽阳），新罗统一朝鲜半岛大同江至元山湾以南的地区。新罗统一三国后，在政治、经济、军事各方面加强其中央集权，文武王至景德王统治期间的约百年时间里，出现了社会经济繁荣发展的“圣代”景象。765年年幼的惠恭王即位后，太后临朝，新罗贵族内讧以及农民起义不断，国势开始衰退。真圣女王时期，新罗爆发全国范围的大规模农民起义，各地贵族也纷纷割据。901年，朝鲜半岛出现后百济、后高句丽和新罗后三国鼎立局面。935年，新罗与高丽合并，結束了267年的統治。次年，高丽统一后三国。
统一新罗是佛教盛行的国家，7世纪中叶形成戒律宗、涅槃宗、法性宗、华严宗、法相宗五个教派（五派），9世纪后期又出现了禅宗九派（九山）。因此统一新罗佛教有“五派九山”的说法。在九华山圆寂化身为金地藏的新罗王子金乔觉，经由唐朝西行求法的慧超，以及名声远播中原的元晓都是统一新罗的名僧。儒学在统一新罗亦得到广泛传播。统一新罗设有国学，对贵族子弟进行9年制的儒学教育，并实行读书三品科（朝鲜科举制度雏形）。
统一新罗时期，朝鲜文学蓬勃发展。新罗本土诗歌乡歌在真圣女王时期被修撰成集（《三代目》）。许多统一新罗汉文诗被《全唐诗》收录。统一新罗时期，朝鲜文学还出现了寓言作品《花王戒》，大型纪行散文《往五天竺国传》，史传文学《花郎世记》、《金庾信行录》，以及传奇文学《崔致远传》等文学名作。
朝鲜陶瓷在统一新罗时期亦得到长足发展。受唐三彩的影响，统一新罗时期出现了名为“新罗三彩”的三彩釉陶。9世纪后期，统一新罗从中国引入制瓷技术，进入瓷器时代，是世界上最早从中国引进制瓷技术的国家之一。

## 历史

### 统一三国
6世纪中叶，新罗领土扩张到汉江流域后，朝鲜三国之间的关系开始出现高句丽与百济联合敌对新罗的局面。660年，新罗联合唐灭亡百济。百济遗民后拥立王子扶余丰为王并联合倭抗衡罗唐联军，但最终于663年在白江口之战中战败。百济彻底灭亡。665年，渊盖苏文病逝后，高句丽出现内讧。唐与新罗于借机于667年联合攻打高句丽。668年，高句丽灭亡。:69-71:49
高句丽灭亡后，唐在其故地设九都督并在平壤设安东都护府以管辖朝鲜半岛。唐此举与欲统一三国的新罗发生矛盾冲突。双方最终于670年爆发罗唐战争。战争断断续续持续了7年。唐最终将安东都护府从平壤迁往辽东（今辽阳）。新罗完全控制大同江至元山湾以南的地域，朝鲜半岛大部分地区形成统一国家。:71-72:49-50

### 加强中央集权

#### 政治措施
654年真骨出身的金春秋登上王位后，打破了新罗长期以来只有圣骨才能继承王位的骨品制。660年新贵族势力金庾信出任和白会首领上大后，原新罗六部门阀贵族控制的国家权力机构和白会开始成为没有实权的咨询机构。与此同时，执事部和位和部的权力范围被扩大。执行国王指令的执事部的长官由与国王关系密切的显贵担任。位和部则接管了和白会的官吏选拔、任免大权。此外，武烈王至神文王执政期间，统一新罗为加强中央集权先后设立或扩充了掌管监察的司政府（659年）、掌管司法的左右理方府（667年）、掌管官吏俸禄的左司禄府（677年）、右司禄府（681年）、掌管土木的例作府（686年）等中央机关。:78-83:50
为加强对门阀贵族的控制，统一新罗推行了鼓励贵族迁往九州和五小京的政策。此举旨在消弱京城贵族势力，加强地方对王权的落实。原新罗以骨品制为基础的官僚制度，也被废止。原本只授予京师六部门阀贵族的京位开始被授予被重用的地方贵族。归顺的高句丽和百济贵族也被大赐京位和外位。七世纪末，京位与外位已无区别。788年，统一新罗开始推行“读书三品科”，通过考试以才能选拔官吏，进一步遏制门阀贵族势力的膨胀。:79-83:50
为加强对地方的管理，统一新罗实行州、郡、县三级的地方行政制度。神文王五年（685），统一新罗“完备九州”，将全国分成良州、尚州、康州、熊州、全州、武州、汉州、朔州、溟州九个州，以及国原小京、北原小京、金官小京、西原小京、南原小京五个小京。每个州、郡设有1-2名监督地方官吏的外司正官，并实行地方官吏可以被叫往朝廷进行面对面监视的“州吏上守制度”。此外，国王还可以随时派密使到地方巡视了解民情。:80-81:50-52

#### 经济措施
由于常年战乱，新罗统一三国后朝鲜半岛许多土地都已荒芜，无人耕种。与此同时，新罗也获得了大量原高句丽和百济的土地。为巩固其中央集权统治，统一新罗开展了新的土地丈量和户籍登记，并以此为基础推行“丁田制”。根据《新罗帐籍》的记载，丁田制按照人口年龄统计各户劳动力数量，根据劳动力的多少分成上上等至下下等九个等级，然后按丁分田。《新罗帐籍》亦对水田、旱田的面积有着具体的记载。从中可见，统一新罗通过土地与户籍的严格控制在经济方面上加强其中央集权统治。:83-84:52
对于官吏，统一新罗实现食邑制和禄邑制。新罗在统一三国之前就实行食邑制。食邑制是给予有功官吏一定地区农户田租、贡赋、徭役支配权的制度，按户数而不是土地面积授予。神文王7年（687），统一新罗开始实行禄邑制。禄邑制是根据官吏的高低授予一定地区收租权的制度。由于地方贵族与中央集权的经济利益矛盾，禄邑制在仅实施两年后就被禄俸制所取代。景德王十六年（757），统一新罗又由禄俸制改回禄邑制。:86-87

#### 军事措施
军事方面，统一新罗为加强其中央集权统治对军事组织进行了重组。新罗原来负责国都和地方要地防卫的“六停”被以“九誓幢”和“十停”为中心的军事组织所取代。驻扎京城的九誓幢由绿衿誓幢、紫衿誓幢、白衿誓幢、绯衿誓幢、黄衿誓燑、黑衿誓幢、碧衿誓幢、赤衿誓幢和青衿晢幢九部构成，是神文王统治时期建立的直属于国王的京师防卫部队。每个誓幢穿着不同颜色的衣服，成员除新罗人外,也有高句丽、百济和靺鞨人。十停是戍守京城以外各州要地的中央戍卫部队。此外，国境要塞还设有保卫边境的“五洲誓”和“三边守”。:82-83:52

### 圣代时期

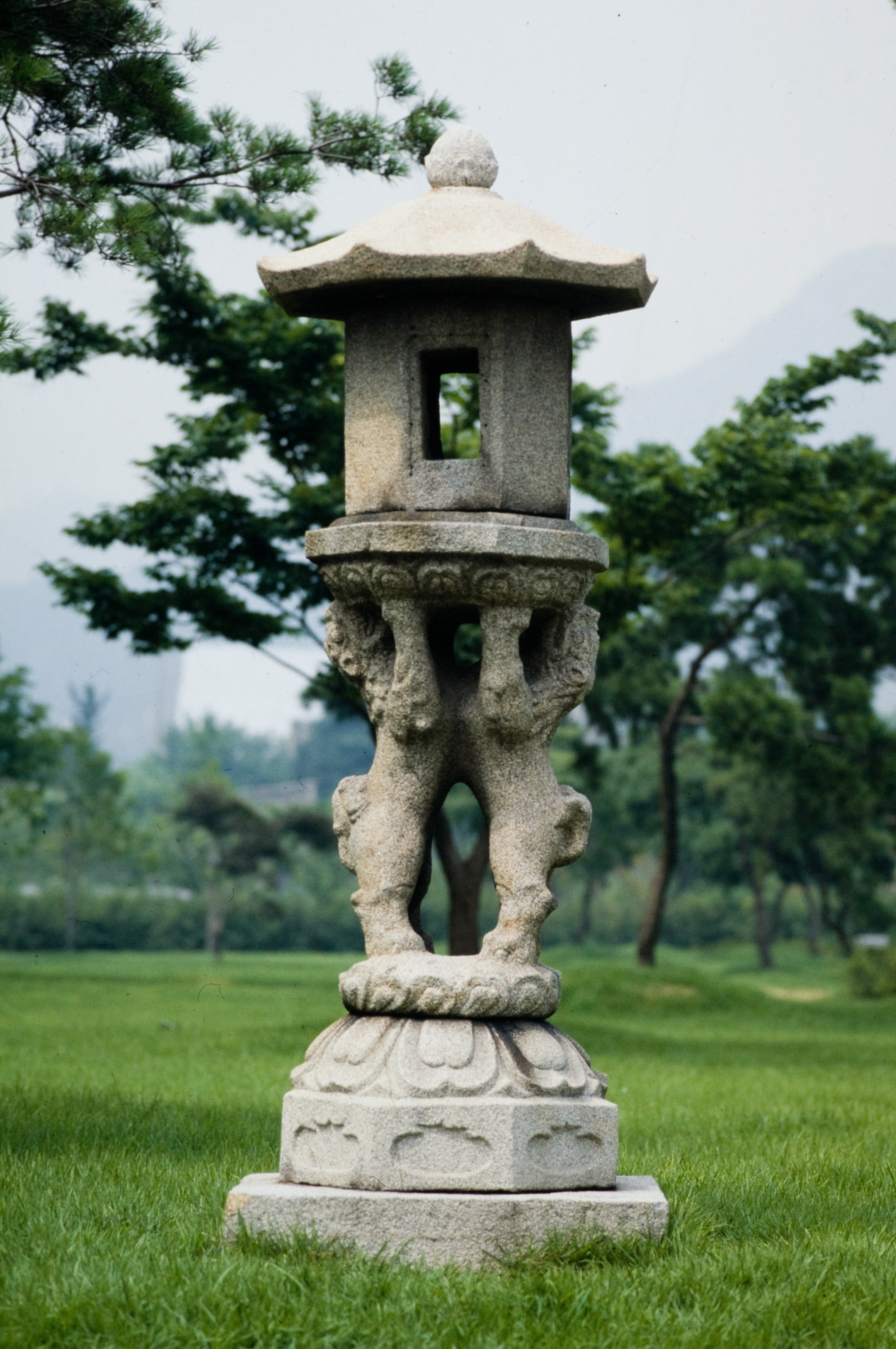
统一新罗双狮石灯

文武王至景德王统治期间的约百年时间里，统一新罗出现了社会经济繁荣发展的“圣代”景象。据《三国史记》记载，统一新罗一度出现“家给人足，民间安堵，域内无虞，仓廪积于丘山”的富庶。国都庆州“长三千七十五步，广三千一十八步，三十五里，六部”。《三国遗事》卷一载：“新罗全盛之时，京中十七万八千九百三十六户，一千三百六十坊，五十万里，三十五金入宅。... ...城中无一草屋，接角连墙，歌吹满路，昼夜不绝”:88-91。庆州城在其鼎盛时期是个拥有百万人口的中世纪大都会，为当时世界第四大城市（仅次于长安、罗马和君士坦丁堡）。
处在繁荣时期的统一新罗对外经济文化交流活跃。699年开始，统一新罗几乎每年，甚至一年两三次遣使入唐。中国辽东半岛至长江口的东部海岸线港口城市散布着新罗人聚集的新罗坊。有的新罗坊还建有新罗寺庙，一些寺庙内的新罗僧人超过百人。许多新罗学者赴唐学习，出现了崔致远等儒学和文学大师。据《唐会聚》卷九十五新罗传和《三国史记》卷十一新罗本纪记载，840年从唐学成回国的新罗留学生多达105人。除唐朝外，统一新罗还与在唐的其它国家团体进行经贸交流，同时还与日本进行转口贸易。:92-93

### 衰退与后三国
765年年幼的惠恭王即位后，“太后临朝，政条不理，盗贼蜂起”，768年角干大恭開始叛亂，又出现全国范围的真骨贵族角干夺取叛乱。统一新罗从此开始走向衰退。780年，惠恭王被叛军所杀，妥协派宣德王即位，封叛乱共谋者金敬信为上大等。785年宣德王去世后，金敬信击败对手金周元夺取王位，是为元圣王。822年，金周元之子金宪昌在熊川州割据成立“长安国”，多处地方贵族势力纷纷响应，但叛乱在同年即被镇压。此后，统一新罗依然内讧不断。:97-99:58-59
真圣女王统治时期，“诸州郡不输贡赋，府库虚空，国用穷乏”。真圣女王派官吏到各地“督促”租税，引发全国范围的大规模农民起义。各地贵族也纷纷割据。900年，甄萱在百济故地建后百济。901年，弓裔在高句丽故地建后高句丽。朝鲜半岛出现后三国鼎力局面。918年，王建起兵反弓裔，建立高丽。935年，新罗并入高丽。次年，高丽灭后百济。朝鲜半岛再次形成统一国家。:100-107:60-61

## 经济

### 农业
新罗统一三国后，采取了一系列的促进农业发展措施。文武王二十一年（681），统一新罗颁布“铸兵戈为农器”的措施。7世纪后期至8世纪，统一新罗兴建了大规模的水利工程。790年，全州将原百济的水库扩建成为新罗最大水利工程，能灌溉湖南平原1,4000多结的水田。加之天文历算的发展，统一新罗的农业一度出现“家给人足，民间安堵，域内无虞，仓廪积于丘山”的繁荣景象。:88-89

### 手工业

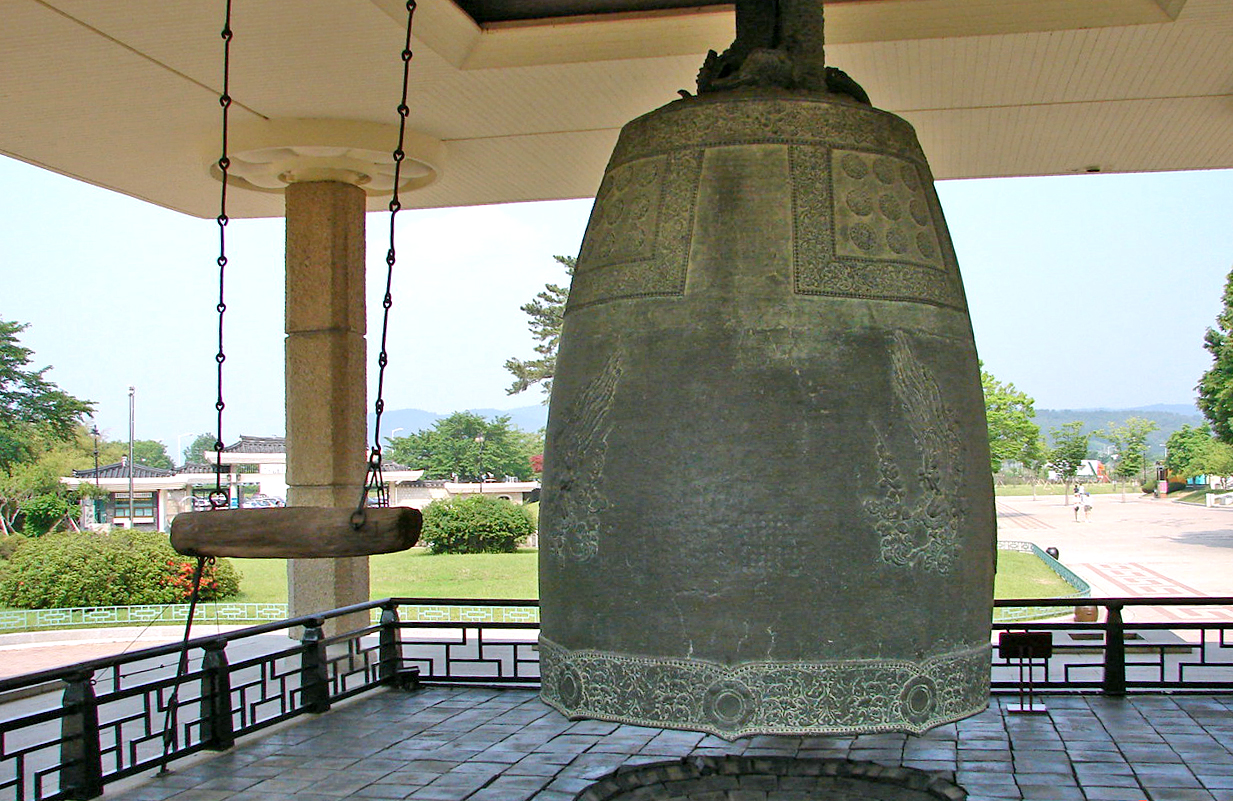
圣德大王神钟

据《三国史记》的记载，统一新罗设有30多个典、房、宫、监、局、宅等管理手工业的专门化机构。除官营手工业外，私营手工业也很发展。地方贵族在各地开办有众多手工业作坊。:90
统一新罗采矿冶炼业发达。《三国遗事》记载的重达近50万斤的皇龙寺钟，重30多万斤的芬皇寺药师像，以及重12万斤的奉德寺圣德大王神钟表明当时统一新罗的采矿冶炼技术已经达到很高的水平。统一新罗造船技术也很发达。其制造的船舶出口日本，被用作日本商人、留学生和僧侣与唐朝之间往来的交通工具。:89

### 商业与贸易
农业与手工业的发展同时也推动了商业与贸易的发展。庆州、五小京，以及九州和郡县的首邑都是统一新罗的商业中心。国都庆州是当时新罗最大的商业中心。在三国时期的京师市和东师市的基础上，庆州又增开了西市和南市，并增设专门管理商业交易的机构西市典和南市典。:90
统一新罗同时与唐朝也有着大量的经贸往来。中国东部海岸主要城市都有新罗商人聚集的新罗坊。在原从西海岸汉江口至山东半岛登州的航线基础上，统一新罗又开辟了从西南海岸出发至长江江口的新贸易航线。828年，统一新罗在今全罗南道莞岛设置清海镇，并任命经营对外贸易的富商大贾张保皋为清海镇大使:92。清海镇同时也是新罗、唐和日本三国的转口贸易中心:41。

## 文化

### 宗教
佛教在统一新罗盛行，堪称国教。7世纪中叶，新罗佛教形成了戒律宗、涅槃宗、法性宗、华严宗、法相宗五个教派。其中以义湘创建的华严宗和圆测创建的法相宗最为著名。9世纪后期，禅宗开始盛行，并出现了禅宗九派（九山）。统一新罗佛教因此有“五派九山”的说法。统一新罗有很多僧人赴唐学习，其中新罗王子金乔觉在九华山圆寂化身为金地藏。据《大唐西域求法高僧传》记载，有9位新罗僧人经由唐朝西行求法。其中慧超留有《往五天竺国传》。此外，新罗亦有无赴唐经历但名声远播中原的名僧元晓。:43:54-55:107
儒教和儒家思想在统一新罗亦得到广泛传播。神文王二年（682），统一新罗设立专门研究儒家思想的国学，景德王六年（747）设各专业博士、助教，招收贵族子弟进行9年制的儒学教育。元圣王四年（788），新罗开设读书三品科，将教育与科举结合起来。此乃朝鲜科举制度的萌芽。此外，统一新罗亦有大量留学生赴唐学习儒学。较为著名的有强首、薛聪、金大问、崔致远等。:43-44:108-109
道教在统一新罗时期亦有发展，并对花郎道产生影响。:44:109

### 文学

#### 传说
统一新罗时期的民间传说主要被收录在《三国遗事》、《新罗殊异传》、《三国史记》等典籍中，其中《三国遗事》收录的传说最多。受佛教在统一新罗时期兴起的影响，这一时期的朝鲜民间传说大多带有宗教色彩，出现了很多神、佛、鬼，以及轮回，因果报应等思想。主要的民间传说包括《驴耳王》、《金现感虎》、《申屠澄娶虎》、《调信之梦》、《两圣成道》、《善律还生》、《处容郎》、《无影塔》、《居佗知擅射救龙》等。:109-117:39-44

#### 诗歌

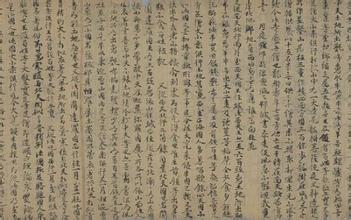
慧超：《往五天竺国传》

“乡歌”在统一新罗时期得到了长足的发展。据《三国史记》记载，新罗真圣女王曾命角干魏弘和大矩和尚修撰乡歌集《三代目》。该书虽已失传，但可见当时乡歌在朝鲜半岛已经非常盛行。现存的统一新罗乡歌只有《三国遗事》保存的11首。:119-121:54-55
现存保留下来最早的统一新罗汉文诗是8世纪上半叶新罗僧人慧超《往五天竺国传》残本中的五首:135-141。《全唐诗》收录的新罗王子金地藏所作的《送童子下山》是朝鲜半岛现存最早的七言律诗:141-144:63。此外，王巨仁在遭诬陷被处以死刑前所作的《怨愤诗》，以及新罗左武卫将军承冲之女薛瑶的《返俗诗》也被载于《全唐诗》:145-149:63-64。统一新罗文学巨匠崔致远的诗歌有《桂苑笔耕集》中的60首、《东文选》的30首和分散在《全唐诗》以及其它文献的10余首:156-167:64-69 。

#### 散文
统一新罗时期，散文得到了进一步的发展，并出现了金大问、强首、薛聪、禄真、崔致远等散文家。强首是统一新罗早期的文学大师，以文章促进三国统一大业，说服唐与新罗联合先后灭掉百济和高句丽，后又化解唐朝的愤怒，使统一新罗政权得以巩固。不过，强首的文章都没有传世，只是有推测认为真德女王送给唐太宗的《太平颂》是强首之作。:176-178
号称“新罗十贤”之一的薛聪完善了利用汉字纪录朝鲜语的“吏读法”，推动了新罗文化的发展。薛聪只有一篇《花王戒》留世。该文是薛聪献给新罗神文王的讽谏作品，被视为朝鲜讽刺小说的嚆矢:178-182。慧超去印度取经后留有一部重要纪行作品《往五天竺国传》。该书除了记载佛教相关的内容外，还对45个国家的地理、政治、经济、社会、文化的方方面面进行了记载，是研究8世纪中亚丝绸之路的珍贵文献:184-189。
崔致远在唐的16年间创作了万余篇作品，其中大部分都是散文和应用文（诗歌只有300多首）。他的散文集《桂苑笔耕集》收录的大多数是骈体四俪六的行政公文，但他的散文内容丰富，体裁多样，具有很高的艺术成就。他所撰写的《檄黄巢书》，条理清晰，措辞犀利。据《孤云先生遗事》记载，黄巢在读到“不惟天下之人皆思显戮，抑亦地中之鬼已议阴诛”时，不觉从床上掉了下来。:168-170

#### 史传文学
金大问是统一新罗时期的史传文学作家的代表，著有《高僧传》、《花郎世记》、《乐本》、《汉山记》、《鸡林杂传》等。其中《汉山记》是金大问在圣德王三年（公元704年）担任汉山州都督搜集汉山周边民间传说后，写成的记载战争英雄的传记作品。《花郎世记》是专门记载花郎事迹的书籍。《鸡林杂传》是有关新罗各方面历史的故事集。《乐本》是有关新罗音乐史的。:211-213
统一新罗时期史传文学的代表作是《金庾信行录》。据《三国史记》记载，此书由金庾信玄孙新罗执事郎金长清所作，共十卷，是对金庾信一生的记录，其中有很多神异成分。金富轼从儒家思想的观念对其神异成分作了删减，整理成《三国史记》列传中的《金庾信传》。但《金庾信传》还是保留了10个神话传说和30个故事:216-224。

#### 传奇文学

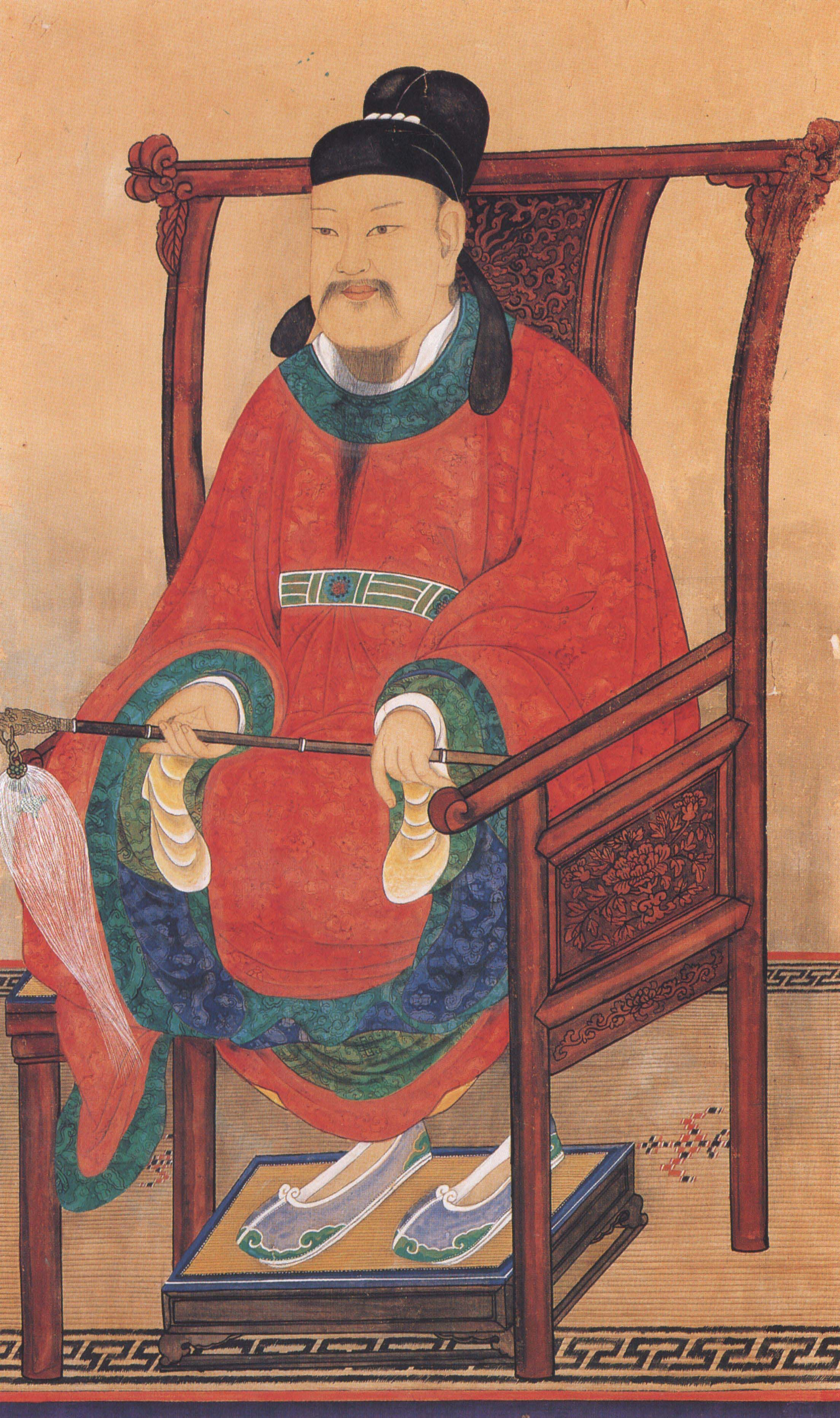
统一新罗文学巨匠崔致远

统一新罗时期，朝鲜文学在史传文学的基础上出现了追求神异、志怪色彩的传奇文学:225-227。现存的统一新罗传奇文学有《新罗殊异传》中的《金现感虎》、《崔致远传》、《宝开祈祷》3篇:229:48-52。其中《崔致远传》是《新罗殊异传》的代表作，讲述的是崔致远在唐朝任溧水县尉期间与“双女坟”中两位少女的一段人鬼恋情。中朝文学典籍对此都有收录:235-239。《崔致远传》采用的是唐传奇文体。文章结尾有一篇长诗，一般被称为《双女坟》。大部分的唐传奇作品文末的长诗都已失传。《崔致远传》是《长恨歌传》外，又一篇完整的唐传奇文体作品。其文末的《双女坟》是典型的长篇乐府歌行，为朝鲜文学史上的第一首长篇叙事诗:245-2500。

### 艺术

#### 音乐
新罗设有掌管音乐事务的专门机构“音乐署”，有卿2人，大师2人，师4人。据《三国史记》的记载，新罗有“三竹、三弦、拍板、大鼓”等乐器。其中三竹指的是新罗独特的大琴、中琴和小琴；三弦指伽倻琴、玄琴和琵琶。:47:110

#### 绘画
随着佛教的兴盛，佛教绘画在统一新罗时期开始兴起:150。统一新罗设有专门掌管绘画的机构“彩典”，出现了率居、金忠义（김충의）等画家。据说皇龙寺内的古松壁画，芬皇寺内的观音菩萨像和晋州断俗寺维摩像都是出于率居之手:192-194:48。《三国史记》为其立传，是朝鲜正史中唯一的一位画家:179-174。金忠义是位曾在唐朝学艺的新罗画家，曾任管理唐宫廷工艺品的少府监。唐朝画家张彦远曾评价他的画技“巧绝过人，迹皆精妙”。统一新罗还有伏麻吕、饭万吕等赴日的画家。不过统一新罗画家的作品都已失传:48。

#### 陶瓷
统一新罗陶器多施黄色和绿色釉。佛教的盛行使统一新罗的骨壶比三国时期更加华丽、精致:28-31:214。受唐三彩的影响，统一新罗时期出现了名为“新罗三彩”的三彩釉陶。9世纪后期，新罗开始从中国江浙地区输入青瓷、黑瓷和白瓷等瓷器，以及制瓷技术。朝鲜陶瓷从此进入瓷器时代:2。统一新罗是世界上最早从中国引进制瓷技术的国家。

## 医学
统一新罗于717年开设药殿，指定专门的医博士教授医学，主要科目是其从唐引入的《本草》、《甲乙》、《素问》、《针经》、《脉经》、《明堂》、《难经》等医学理论。三国时期留学印度的僧人回到统一新罗后，对统一新罗的佛教医学产生了一定的影响。从印度归来的僧人以及唐沿海新罗坊从事贸易的商人还将产于阿拉伯、东罗马帝国等地的药材引入朝鲜半岛。三国时期曾出现的救疗制度在统一新罗时期得到进一步的完善:7-8。
与此同时，从统一新罗传入中国的医方、药物也明显增多，比如高句丽的《老师方》被载入《外台秘要》，记载新罗僧人用威灵仙治愈足痹的《威灵仙传》，来华新罗僧人带来的《新罗法师方》等。其中，威灵仙的药效很快被中国医家认可并迅速推广，并被载入《本草》。据《三国史记》记载，662-929年中国使节先后约9次来朝鲜输入人参、牛黄、松子等药材。唐本草学著作中记载有人参、蓝腾根、大叶藻、昆布、白附子、土瓜、薄荷、荆芥、菊、海石榴、海红花、茄子、石发、海松子、桃、榛子、海狗脊、威灵仙、羊脂等原产于新罗的药材:8。
统一新罗时期的医书主要有《济众立效方》、《新罗法士方》、《新罗法士流观秘密要术方》和《新罗法师秘密方》四部。不过这四部书都已失佚，只有《新罗法士方》二首，《新罗法士流观秘密要术方》和《新罗法师秘密方》各一首保存在日本《医心方》中:8。据《三国遗事》记载，新罗曾进行过尸体解剖：“其骷髅周三尺三寸，身骨长九尺七寸，齿凝如一，骨节皆连锁，所谓天下无敌力士之骨。”:56

## 新罗九州
| 旧領   | 創設時点 | 創設時点       | 創設時点 | 九州完成時点（687年） | 九州完成時点（687年） | 景德王 改称（757年） | 備考、異称、移轉（州治） |
| 旧領   | 州名     | 州治的現在地名 | 創設年   | 州名                  | 州治的現在地名        | 景德王 改称（757年） | 備考、異称、移轉（州治） |
| ------ | -------- | -------------- | -------- | --------------------- | --------------------- | -------------------- | --- |
| 新羅   | 上州     | 慶尚北道尚州市 | 525年    | 沙伐州                | 慶尚北道尚州市        | 尚州                 | 甘文州（金泉市）、一善州（亀尾市） |
| 新羅   | 下州     | 慶尚南道昌寧郡 | 555年    | 歃良州                | 慶尚南道梁山市        | 良州                 | 比斯伐州、大耶州（陕川郡）、押督州（慶山市）                                                                                               |
| 新羅   | 居烈州   | 慶尚南道居昌郡 | 685年    | 菁州                  | 慶尚南道晋州市        | 康州                 | 居昌郡早在信史前已有人居住，當時是三韓中的居陀國，後來成為了伽耶的一部份。685年、居烈州由菁州分割設置。                                    |
| 百濟   | 所夫里州 | 忠清南道扶餘郡 | 671年    | 熊川州                | 忠清南道公州市        | 熊州                 | 西元538年，百濟聖王將都城自熊津（今公州市）遷移至泗沘，即今日的扶餘郡。扶餘做為百濟首都，至660年新羅唐朝聯軍滅百濟，統一新羅時期設扶餘縣。 |
| 百濟   | 发羅州   | 全羅南道羅州市 | 671年?   | 武珍州                | 光州广域市            | 武州                 | 古代百济时代光州地区属于武珍郡，686年,武珍郡升格为武珍州。                                                                                 |
| 百濟   | 完山州   | 全羅北道全州市 | 685年    | 完山州                | 全羅北道全州市        | 全州                 | 全州的歷史始於百濟時期的完山。685年：新羅設置完山州。 757年, 改稱全州。                                                                    |
| 高句麗 | 悉直州   | 江原道三陟市   | 505年    | 河西州                | 江原道江陵市          | 溟州                 | 何瑟羅州 |
| 高句麗 | 新州     | 京畿道广州市   | 553年    | 漢山州                | 京畿道广州市          | 漢州                 | 南川州（利川市） |
| 高句麗 | 比列忽州 | 江原道安边郡   | 556年    | 首若州                | 江原道春川市          | 朔州                 | 達忽州（高城郡）、牛首州 |